# Sestos

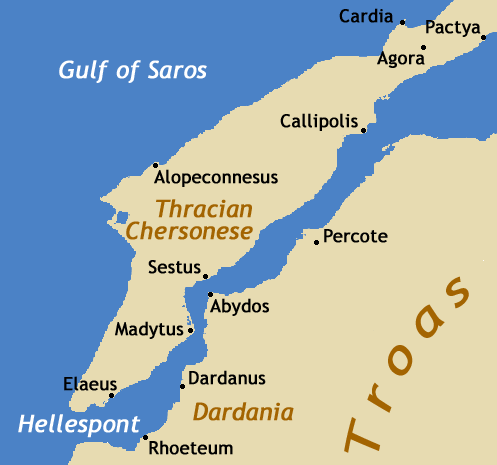
Übergang von Sestos nach Abydos

Sestos war eine antike Stadt auf der thrakischen Chersones (heute Halbinsel Gelibolu) am nördlichen Ufer des Hellesponts (Dardanellen) in der jetzigen europäischen Türkei.

## Lage
Sestos lag östlich des heutigen Ortes Eceabat, gegenüber von Abydos, das am asiatischen Ufer des Hellesponts lag. Zwischen den beiden Orten ließ 480 v. Chr. Xerxes I. die Schiffbrücken über den Hellespont für seinen Feldzug gegen Griechenland  bauen. Alexander der Große setzte 334 v. Chr. mit seinem Heer nach Asien über.

## Geschichte

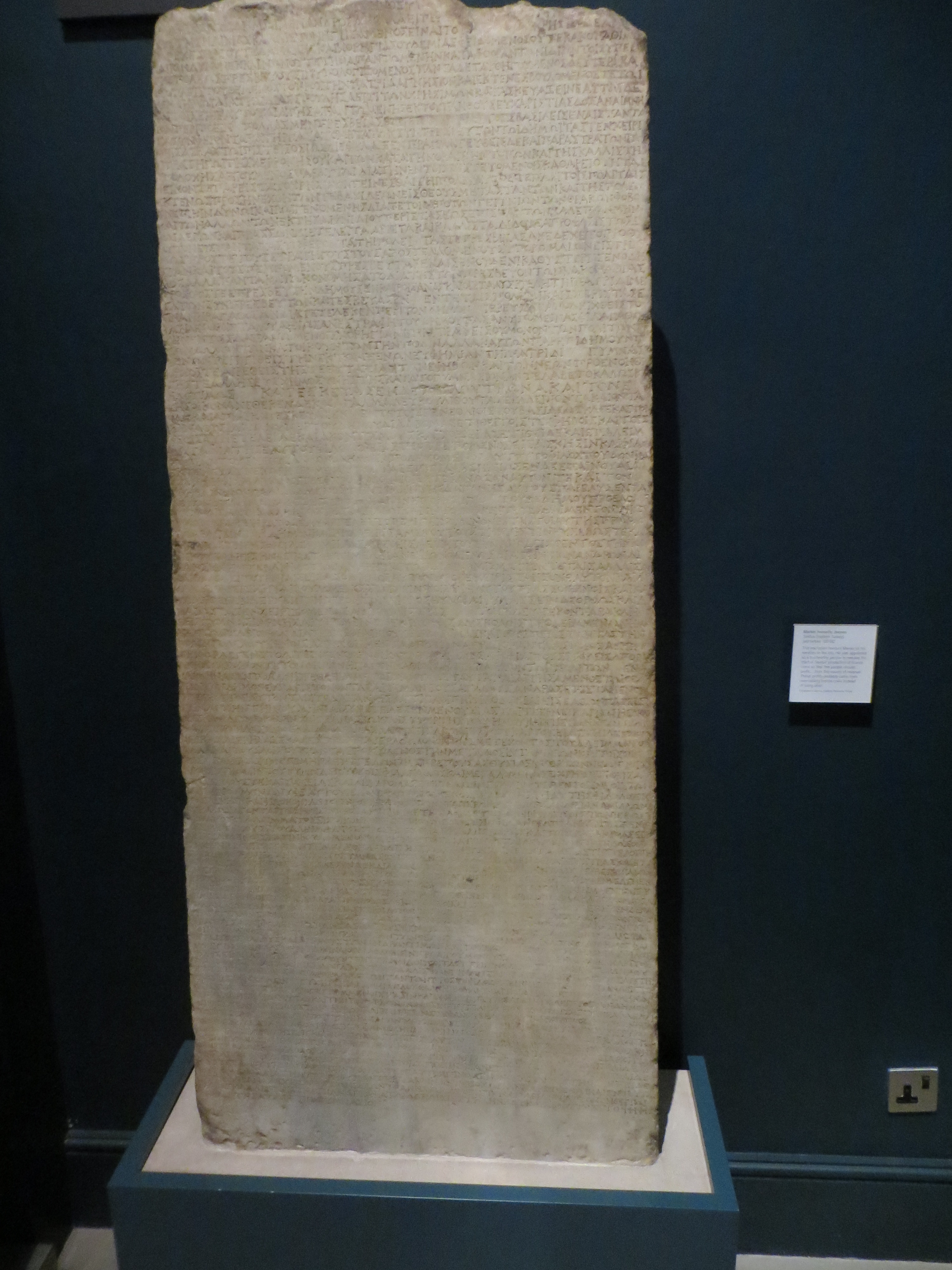
Dekret der Stadt Sestos für Menos, heute im British Museum

Das ursprünglich thrakische Sestos wurde seit etwa 600 v. Chr. von griechischen Kolonisten aus Lesbos besiedelt. Es gehörte seit 478 v. Chr. zum Delisch-Attischen Seebund und wechselte im 4. Jahrhundert v. Chr. mehrmals die Herrschaft. Besonders für Athen war er zur Sicherung der Getreidetransporte aus dem Schwarzen Meer von großer Bedeutung.
Im 2. Jahrhundert v. Chr. stand Sestos unter Kontrolle des Attalidenreiches von Pergamon, das einen Statthalter mit einer Schutztruppe in Sestos stationiert hatte. Dies war nicht zuletzt wegen der thrakischen Einfälle in die Region notwendig, die sich in dieser Zeit häuften. Nach dem Aussterben der Attaliden übernahmen die Römer die Herrschaft über die Stadt. Die wichtigste Quelle zur Geschichte von Sestos in dieser Zeit ist ein ausführliches Ehrendekret, das für Menos aus Sestos von seiner eigenen Stadt verabschiedet und als Inschrift im Gymnasion der Stadt aufgestellt wurde.
In der griechischen Mythologie sind Hero und Leander in Sestos bzw. Abydos beheimatet. Bei Homer gehört es zum trojanischen Herrschaftsbereich.